# جفت‌خواری

بز مادر در حال خوردن جفت.

جُفت‌خواری (به انگلیسی: Placentophagy) عمل خوردن جفت نوزاد خود پس از زایمان، توسط پستانداران است. جفت‌خواری در رده‌های دیگری از جانوران هم دیده می‌شود.
جفت، پیش از زایمان به دیواره رحم متصل است و در طی زایمان، به همراه نوزاد، جفت و پرده‌های جنینی نیز از کانال زایمانی خارج می‌شوند.
جفت دارای سطح بالایی از پروستاگلاندین است و به این خاطر، خوردن آن به برگشت رحم به حالت اولیه و پاک شدن رحم کمک می‌کند.
گروهی از زیست‌شناسان نیز وجود جفت‌خواری در طبیعت را عملی برای پنهان کردن رد زایمان از مشام درندگان دانسته‌اند، ولی این نظریه ثابت نشده‌است.
به‌جز خوکان دریایی، آب‌بازان و شتر، بقیه پستانداران، حتی پستانداران گیاه‌خوار، جفت‌خوار هستند.
در برخی کشورها گروهی از انسان‌ها نیز طرفدار خوردن جفت هستند. جفت در پزشکی سنتی چینی نیز استفاده دارد.